# پاراکاتاولا
پاراکاتاولا (به لاتین: Parakatawella) یک منطقهٔ مسکونی در سری‌لانکا است که در استان مرکزی (سری‌لانکا) واقع شده‌است.